# Galina Melnitsjenko
Galina Nikolajevna Melnitsjenko (Russisch: Галина Николаевна  Мельниченко) (Jekimovo, Oblast Kostroma, 14 augustus 1958) was een Oekraïense basketbalspeelster die uitkwam voor het nationale team van de Sovjet-Unie. Ze werd Meester in de sport van de Sovjet-Unie, Internationale Klasse (1981). Ze is in Rusland geboren maar is na het uiteenvallen van de Sovjet-Unie in Oekraïne blijven wonen.

## Carrière
Melnitsjenko begon haar carrière bij Dinamo Kiev van 1974 tot 1988. Ze verloor met Dinamo de finale om de Beker van de Sovjet-Unie in 1978. Met Dinamo won ze in 1988 de Ronchetti Cup door in de finale Deborah Milano uit Italië met 100-83 te verslaan. In 1989 verhuisde ze naar Académico Porto in Portugal. Ze werd met die club tweede om het landskampioenschap. In 1990 verhuisde ze naar KaPo Helsinki in Finland. Ook met deze club werd ze tweede om het landskampioenschap in 1990 en derde in 1991. In 1991 stopte ze met basketbal.
Met de Sovjet-Unie speelde Melnitsjenko op het Europees Kampioenschap van 1981 en won een gouden medaille.

## Erelijst
- Bekerwinnaar Sovjet-Unie:
  - Runner-up: 1978
- Landskampioen Portugal:
  - Tweede: 1989
- Landskampioen Finland:
  - Tweede: 1990
  - Derde: 1991
- Ronchetti Cup: 1
  - Winnaar: 1988
- Europees Kampioenschap: 1
  - Goud: 1981